# Malnom
Els malnoms, també anomenats motius, són renoms que funcionen com a noms no oficials que equivalen a un prenom, és a dir, s'apliquen a una sola persona, i no pas per motius de pertinença a una determinada família (com passava amb el nom de casa); és a dir, que s'han tret per a un individu en concret. En general, són mal acceptats per l'interessat, a vegades fins i tot pot passar que es consideri insultat si se li diu a la cara, i és per això que el malnom només es fa servir quan no hi és: algunes persones no arriben a saber mai que se'ls aplica un determinat malnom. Hi ha casos en què el malnom es transmet als fills, i esdevé, aleshores, un nom de casa.